# Михаило Велич
Михаило М. Велич (на сръбски: Михаило М. Вељић или Mihailo Veljić) е македонски сърбоманин, писател, учител и фолклорист.

## Биография
Роден е в 1877 година в западномакедонския град Дебър. Става сърбоманин и работи като учител. Събира македонски народни умотворения от родното си Дебърско. Умира в 1941 година в Чачак.